# Ajda Pekkan
Ayşe Ajda Pekkan (Istambul, 12 de Fevereiro de 1946) é uma popular actriz e cantora pop da Turquia. Ela é filha de um oficial da marinha e de uma dona de casa. Ajda passou a sua infância com as famílias americanas da base naval de Gölcük. Ela fez os estudos secundários na escola feminina chamada Çamlıca Kız Lisesi na cidade natal.

## Carreira
Graças à ajuda da sua irmã Semiramis, começou a cantar num clube nocturno muito popular em Istambul denominado Çatr (Telhado), em 1962. No ano seguinte, Ajda venceu o prémio da revista turca Ses  (Som) e, deste modo, iniciou a sua carreira como cantora.
Entre 1963 e 1967, ela participou em 47 filmes, onde contracenou com actores turcos muito populares, principalmente em  papéis de cantora. Em 1980, participou em Haia no Festival Eurovisão da Canção 1980, contudo, interpretando a canção Petr'oil não foi feliz, obtendo uma posição modesta para a Turquia. Obteve apenas 23 votos (15º lugar) entre 19 países participantes. Decepcionada com a fraca votação decidiu partir para os Estados Unidos. Depois regressa e  grava vários discos sem sucesso, mas por volta dos finais da década de 1980 e princípios da década de 1990, a cantora atinge o auge do sucesso.

## Discografia

### Álbuns gravados
- Ajda Pekkan (1968)
- Fecri Ebcioglu Sunar (1969)
- Ajda Pekkan Vol III (1972)
- La Fete A L’Olympia (1976)
- Süperstar (1977)
- Pour Lui (1978)
- Süperstar II (1979)
- Sen Mutlu Ol (1981)
- Sevdim Seni (1982)
- Süperstar III (1983)
- Ajda Pekkan - Beş Yıl Önce On Yıl Sonra (1984)
- Süperstar IV (1987)
- Ajda 1990 (1990)
- Seni Seçtim (1991)
- Ajda ’93 (1993)
- Ajda Pekkan (1996)
- Cool Kadin (2006)
- Aynen Oyle (2008)

### Singles
- Abidik Gubidik Twist (1964)
- Her Yerde Kar Var (1965)
- Moda Yolunda (1966)
- Seviyorum (1966)
- İki Yabancı (1967)
- Dönmem Sana (1967)
- Oyalama Beni (1967)
- Aşk Oyunu (1967)
- Boşvermiştim Dünyaya (1967)
- Dünya Dönüyor (1968)
- Kimdir Bu Sevgili (1968)
- Özleyiş (1968)
- Boş Sokak (1968)
- Ne Tadı Var Bu Dünyanın (1969)
- İki Yüzlü Aşk (1969)
- Durdurun şu Zamanı (1969)
- Ben Bir Köylü Kızıyım (1969)
- Son Arzu (1969)
- Ay Dogarken (1969)
- Sensiz Yıllarda (1970)
- Yagmur (1970)
- Gençlik Yılları (1971)
- Yalnızlıktan Bezdim (1971)
- Sen Bir Yana Dünya Bir Yana (1971)
- Olanlar Oldu Bana (1972)
- Dert Bende (1972)
- Kaderimin Oyunu (1973)
- Tanrı Misafiri (1973)
- Seninleyim (1973)
- Nasılsın İyi misin (1974)
- Sana Neler Edecegim (1974)
- Hoşgör Sen (1975)
- Al Beni (1975)
- Ne Varsa Bende Var (1976)
- Je T'apprendrai L'amour (1976)
- Gözünaydın (1976)
- Viens Dans Ma Vie (1977)
- Aglama Yarim (1977)
- A Mes Amours (1977)
- Ya Sonra (1978)
- Pet'r Oil / Loving On Petrol (1980)
- Diva (2000)
- Sen İste (2003)
- Vitrin (2006)
- Amazon (2007)
- Aynen Öyle (2008)